# Simon de Vlieger
Simon de Vlieger (Rotterdam, 1601 - Weesp, 13 de març de 1653) va ser un dibuixant i pintor neerlandès, conegut principalment per les seves pintures de marines.

## Biografia
En fonts antigues se li donava com nascut a Amsterdam, tanmateix s'accepta en general que Vlieger va néixer a Rotterdam, on probablement es va criar. A partir del seu matrimoni també realitzat a Rotterdam es tenen documents de la seva estada a la ciutat entre 1627 i 1633.
Eb 1634 es va traslladar a Delft, on va realitzar el pagament del lloguer de casa seva amb pintures. Al voltant de 1638 es trobava a Amsterdan on el 5 de gener de 1643 va obtenir la ciutadania. Els seus últims anys els va passar a Weesp on havia comprat una casa el 1649, va ser l'indret on va morir i va ser enterrat el 1653.